# Southway
Southway – dzielnica miasta Plymouth, w Anglii, w Devon, w dystrykcie (unitary authority) Plymouth. W 2011 miejscowość liczyła 13 029 mieszkańców.